# وان، تو، ثري، فيفا لالجيري

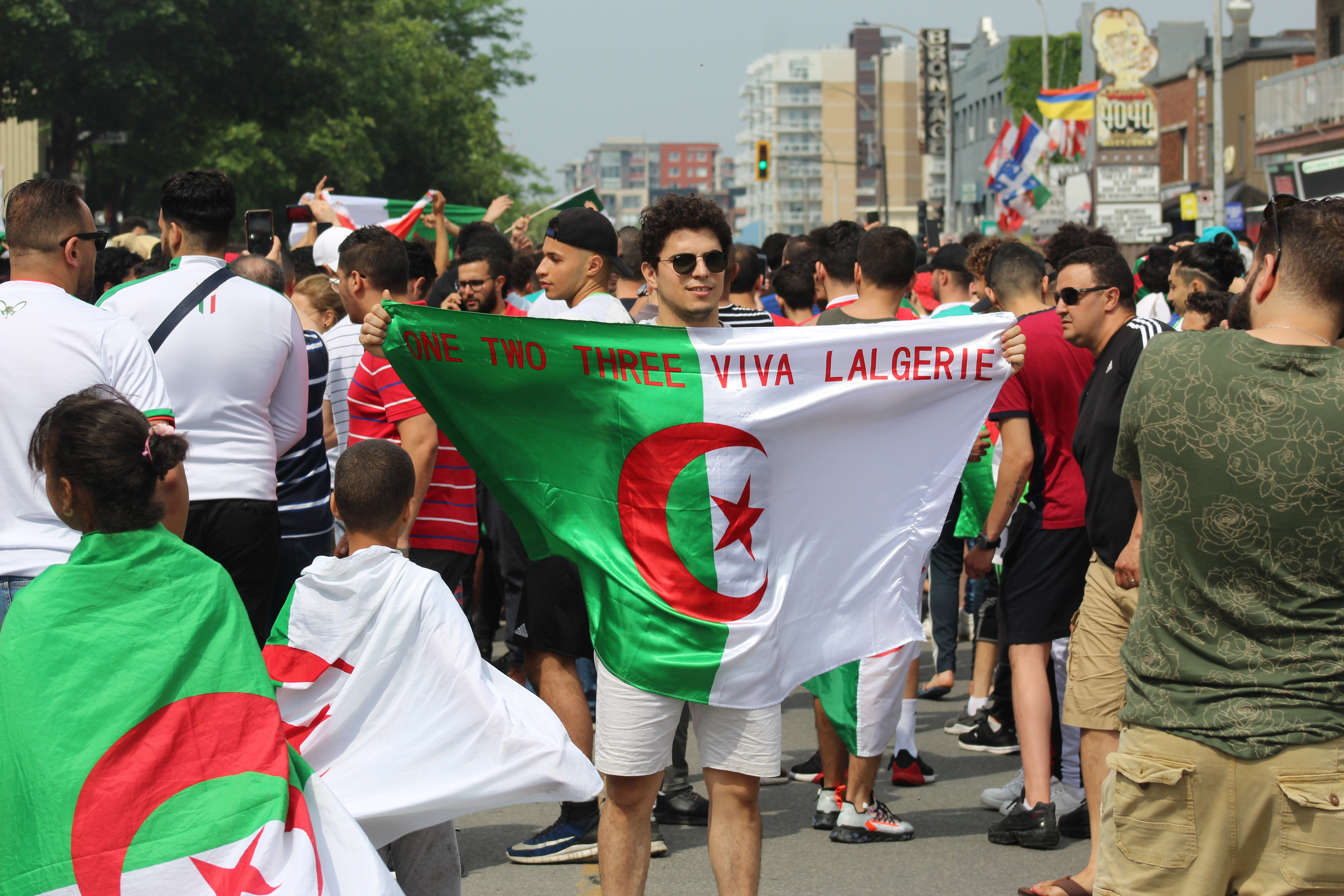
علم الجزائر يحمل شعار "واحد، اثنان، ثلاثة، تحيا الجزائر" خلال كأس إفريقيا 2019.

واحد، اثنان، ثلاثة، تحيا الجزائر (بالإنجليزية: ! One, two, three, viva l'Algérie) هو شعار يتغنّى به مُشجعُّو المنتخب الجزائري.

## كلمات الشعار
تمتزج كلمات الشعار بثلاث لغات: "One, two, three" باللغة الإنجليزية، "viva" باللغة الإسبانية، و "l'Algérie" باللغة الفرنسية التي تُنطق باللهجة الجزائرية (« r » اللثوي التكراري).

## تاريخ الشعار
هناك الكثير من الروايات التي انبنت حول هذه الأنشودة، ولكن غيوم ستول الصحفي في «لونوفيل أوبسيرفاتور» الفرنسية كان أفضل من تتبع مسارها، بما يمنح فرصة تلخيص القصة في أربعة احتمالات:
- حرب الاستقلال: "We want to be free"

في سنوات الخمسينيات من القرن الماضي، كانت الجزائر تخوض حرب التحرير ضدّ المحتل الفرنسي، وخلصت جامعة «تيارت» الجزائرية إلى أنه لا علاقة للأنشودة بالأرقام 1 و2 و3، حيث أن الأنشودة كانت تردد من ضمن الثائرين والمتظاهرين من خلال عبارة "We want to be free" أي «نريد أن نكون أحراراً»، أي أن الأمر يتعلق بشعار سياسي.
وبين 1954 و1962 كان ذلك أبرز شعار يرفعه الجزائريون في تظاهراتهم ونداءاتهم للمجتمع الدولي.
- 1974: مباراة المنتخب الجزائري ونادي شفيلد يونايتد

لكن هناك رواية تقول إنّ الشعار استنبط خلال المباراة الودية التي فازت بها المنتخب الجزائري على نادي شفيلد يونايتد الإنجليزي في 3 مايو 1974 بنتيجة 3-1 في ملعب وهران، حيث أن المتفرجين أرادوا التعبير عن عدد الأهداف بالإنجليزية حتى يستمع اللاعبون الضيوف لذلك.
- 1974: التوتر مع المغرب

لكن هناك أيضاً من يقول إنّ تلك المباراة جرت في عزّ الأزمة بين الجزائر والمغرب حول الصحراء، فقد هتف الجزائريون «وان، تو، ثري.. فيفا لالجيري» رداً على هتاف مغربي كان يقول «أون، دو، تروا، فيف لوروا» Un, Deux,trois, vive le Roi أي «واحد اثنان ثلاثة عاش الملك»، في إشارة إلى الملك الراحل الحسن الثاني. لكن هذه الرواية يرددها سياسيون مخضرمون أكثر من كونها تتردد بين الباحثين أو الرياضيين.
- 1975: الجزائر وفرنسا في نهائي كرة القدم بألعاب البحر المتوسط

بعد 13 عاماً من الاستقلال، نظمت الجزائر دورة الألعاب الرياضية لدول البحر الأبيض المتوسط، وكان الاختتام في المباراة النهائية من دورة كرة القدم بين الجزائر ومستعمرها السابق فرنسا، الذي كان منتخبها العملاق قبل الستينيات يتشكل أساساً من اللاعبين الجزائريين، وكان قائده هو مدرب ولاعب المنتخب الجزائري لاحقاً، الأسطورة رشيد مخلوفي في تلك المباراة النهائية.
شهدت تلك المباراة أجواءً مشحونة، من ضمنها محاولة الاعتداء على العلم الفرنسي، والتصفير ضد النشيد الوطني الفرنسي، بل إنّ اللاعب الجزائري علي بن شيخ، الذي قُتل عدد من أعضاء أسرته على يد الفرنسيين، خاض جزءاً مهماً من تلك المباراة وهو يبكي.
انتهت المباراة بفوز المنتخب الجزائري بنتيجة 3-2 فيما عدّ استقلالاً رمزياً للجزائر، مثلما قال مدرب الجزائر في تلك المباراة، ونجم فرنسا السابق رشيد مخلوفي، وترددت تلك المعاني في هتافات ضجّ بها الملعب من نحو 100 ألف متفرج، كانوا يصيحون إثر نهاية المباراة One, Two ,Three, Viva L’Algerie.